# 日本茶道

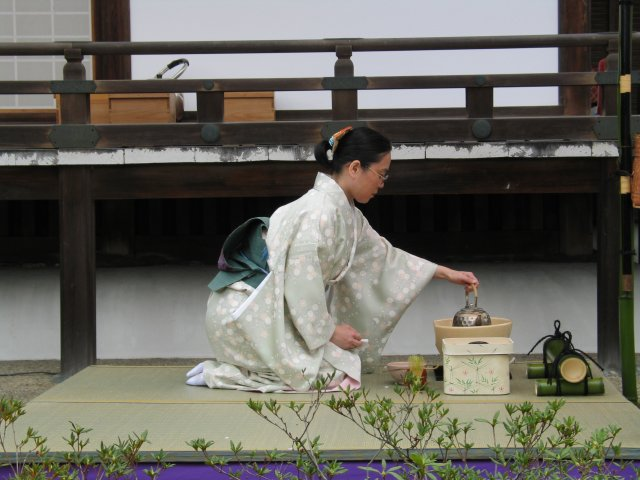
茶道

茶道（日语：／ Sadō (Chadō) */?），起源於唐朝茶藝，后传到日本。是日本傳統藝道，是將生活消閑活動提昇至精神意識層次，成為一種獨特傳統禮儀，是宣揚文化之媒介。日本茶道是為客人奉茶之事，源自大唐，是一種茶敍的儀式，日本人稱之為「茶湯」（茶湯），而喫茶的敍會則稱為「茶會」（CHAKAI）。和其他東亞茶儀式一樣，都是一種以品茶為主而發展出來的特殊文化，但內容和形式則有別。茶道歷史可以追溯到13世紀。往大唐留學的僧侶，於唐朝把佛教和茶帶回東瀛。日本最初是僧侶用茶來集中自己的思想，後來才成為分享茶食的儀式。
現代的茶道，由主人準備茶與點心（和菓子）招待客人，而主人與客人都按照固定的規矩與步驟行事。目前一般的茶會較重視領略其精神，所以現代之茶會或作茶道示範時，大多只進行洞茶之部分，但各項禮儀和步驟仍是非常嚴謹。除了飲食之外，茶道的精神還延伸到茶室內外的佈置；品鑑茶室的書畫佈置、庭園的園藝及飲茶的陶器都是茶道的重點。

## 歷史
日本鎌倉時代的臨濟宗留學僧南浦紹明來到宋朝留學，將徑山茶宴帶回日本，成為日本茶道的起源。其後，喫茶之風俗不僅普及於僧侶群中，更在公侯武士上流社會中流行。18世紀江戶時代中期國學大師山岡俊明編纂的《類聚名物考》第4卷中記載：「茶宴之起，正元年中（1259年），筑前國崇福寺開山南浦紹明，入唐時宋世也，到徑山寺謁虛堂，而傳其法而皈。」

## 基本
日本茶道最重視「四規」、「七則」，而「四規」在這邊是指：「和、敬、清、寂」，七則為七條規則。
- 和敬清寂

「和敬清寂」乃茶道之基本精神：「和」是指人與大自然之調和；「敬」是指由主客之間互相尊敬開始，以至對任何事物都抱有謙敬之心；「清」是指心無雜念，令心意純樸清靜，達致「禪」的意境；「寂」更是與大自然融合為一，無始無終之寧靜感覺。
- 利休七則

利休七則為茶道宗師千利休的弟子依據其平日教導，所記錄下的七條規則：
「茶要泡的合宜入口，炭要好讓水滾沸，花的裝飾要如在野外般自然，準備好冬暖夏涼的茶室，在預定的時間要提早準備，非下雨天仍要備好雨具，體貼同行客人的心意。」

## 宗派
徑山茶宴進入日本之後，日本很快就發展出自己的風格與流派。現在的日本茶道分為抹茶道與煎茶道兩種。日本茶道可分為四大宗派，「裹千家」是其中最大流派，除子孫相傳，每代還外傳二十五個弟子，並於國外設立許多支部，通過茶道進行國際文化交流。最著名的是千宗旦（千利休之孫）之子所創設的三個流派：表千家流的不審庵、裏千家流的今日庵以及武者小路千家流的官休庵，合稱三千家。

## 茶會
舉行一次茶會，往往要花一整天時間，再加上前禮後禮，茶室內掛軸、插花、選擇懷石料理及茶具等都要配合季節和茶會目的。

## 茶道具

### 煮水
- 爐：位於地板裡的火爐，利用炭火煮釜中的水，用於十一月至四月（茶道稱之『火』的季節）。
- 風爐：放置在地板上的火爐，功能與爐相同；用於五月至十月之間氣溫較高的季節（茶道稱之『風』的季節）。
- 柄杓：竹製的水杓，用來取出釜中的熱水；用於爐與用於風爐的柄杓/切口在型制上略有不同。
- 蓋置：用來放置釜蓋或柄杓的器具，有金屬、陶瓷、竹等各種材質；用於爐與用於風爐的蓋置在型制上略有不同。
- 水罐：備用水的儲水器皿，有蓋。
- 水盂（日语：建水）：廢水的儲水器皿，與水罐相似但無蓋。

### 茶罐
- 棗：薄茶用的茶罐，上寬下窄形似「棗」。
- 茶入：濃茶用的茶罐。
- 仕覆：用來包覆茶入的布袋。
- 茶杓：從茶罐（棗或茶入）取茶的用具。

### 飲茶
- 茶碗：飲茶所用的器皿。
  - 樂茶碗：以樂燒（手捏成型低溫燒製）製成的茶碗。
- 茶筅：圓筒竹刷，乃是將竹切成細刷狀所製成。
- 茶壺：煎茶道所用的泡茶器具。

### 裝飾
- 掛物
- 花入

## 茶庭
茶庭又稱為露地，為客人進入茶室之前所必須經過的空間。
據《南方錄》記述，露地一詞源自於佛經，說修行的菩薩通過了三界的昧火才來到了露地，因此露地並非娛樂觀賞的場所，而是作為修行的場域，露地作為世俗世界與心靈綠洲的過度帶，來到這須將世俗的一切放下，具有洗滌心靈之用。
- 寄付待合：客人換裝或休息的房間。
- 掛腰待合：客人換裝或休息完畢後，等待茶室主人出來帶路的地方。
- 蹲踞：客人洗手與漱口的地方。

## 茶室

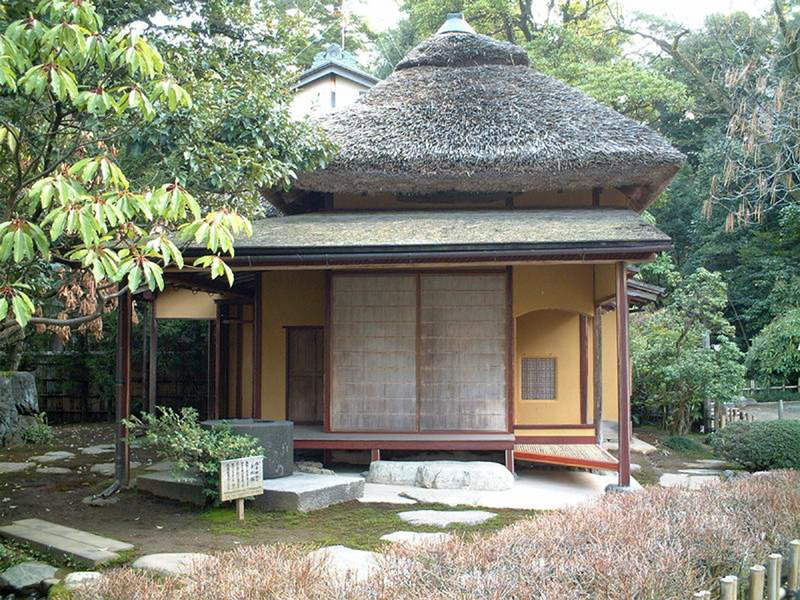
兼六園中的茶室

茶室是為了茶道所建的建築。大小以四疊（塌塌米）半為標準，大於四疊半稱做「廣間」，小於四疊半者稱作「小間」。
- 水屋：位於茶室旁的空間，用來準備及清洗茶道具。
- 躙口：茶室特有的小型出入口，進出需跪著膝行 (標準规格是寬一尺九吋五分 高兩尺兩寸五分)。

在千利休以前，茶室的入口為日式的拉門，躙口的靈感來自於漁船上的門。某日，利休乘船出門，看到人們出入船門均需彎著腰，覺得非常有趣，便將小入口的概念應用在茶室中。
躙口的改革，使得任何身分地位的人要進入茶室，都必須低首屈膝，武士的長刀因尺寸的關係，配戴著就進不了茶室，因此也都必須將配刀卸下放在外面的刀掛處。這代表著茶室內的所有人皆是平等的，也象徵著茶室內的和平、將世俗紛擾隔絕在外。
- 床之間：又稱凹間、壁龕。為整間茶室的重點之一。在這裡會懸掛與當日茶會主題相關的掛物、花入、茶花和香合，若是茶室主人有想要特別介紹的茶道具，也會擺放在床之間，供客人欣賞，客人一進入茶室後，便要到床之間前行禮。

## 茶道藝術
- 破墨山水圖
- 一重切竹花入 (銘·園城寺)
- 黑樂茶碗 (銘·尼寺)
- 一重口水罐 (銘·柴庵)

## 日本茶道的流派

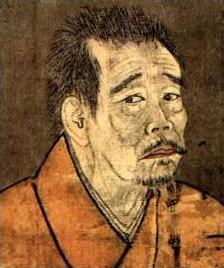
一休

- 安樂庵流
- 怡溪派
- 上田宗箇流
- 有樂流
- 裏千家流
- 江戸千家流
- 遠州流
- 大口派
- 表千家流
- 織部流
- 萱野流
- 古石州流
- 小堀流
- 堺流
- 三齋流
- 清水派
- 新石州流
- 石州流
- 宗旦流
- 宗徧流
- 宗和流
- 鎮信流
- 奈良流
- 南坊流
- 野村派
- 速水流
- 普齋流
- 久田流
- 藤林流
- 不白流
- 不昧流
- 古市流
- 細川三齋流
- 堀内流
- 松尾流
- 三谷流
- 武者小路千家流
- 利休流
- 藪内流
- 小笠原家茶道古流
- 瑞穂流
- 雲傳心道流
- 壺月遠州流
- 覺花一心流
- 宗旦古流

## 日本茶道的美術館
- 津輕茶道美術館（青森縣黑石市）
- 木村茶道美術館（新潟縣柏崎市）
- 福井市愛宕坂茶道美術館（福井縣福井市）
- 宇野茶道美術館（福井縣越前市）
- 北山會館（京都市北區） - 表千家
- 茶道資料館（京都市上京區） - 裏千家
- 茶湯美術館（京都市上京區）
- 湯木美術館（大阪府大阪市）
- 赤穗市立田淵記念館（兵庫縣赤穗市）
- 田部美術館（島根縣松江市）

## 外部連結
1. 戶倉恆信〈茶具選擇與搭配〉 （页面存档备份，存于），自由時報，2017年8月17日。